# معركة جزر فوكلاند

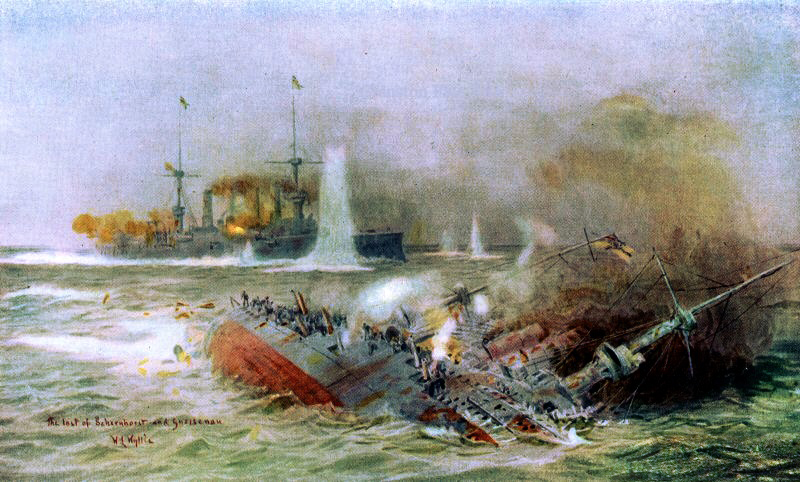
معركة جزر فوكلاند

معركة جزر فوكلاند (بالإنكليزية: Battle of the Falkland Islands؛ بالألمانية: Seegefecht bei den Falklandinseln) انتصار للبحرية الملكية البريطانية على البحرية الإمبراطورية الألمانية في الثامن من ديسمبر عام 1914 خلال الحرب العالمية الأولى في جنوب المحيط الأطلسي. أرسل البريطانيون بعد الهزيمة معركة كورونل في الأول من نوفمبر قوة كبيرة لتعقب وتدمير أسطول الطراد الألماني المنتصر.
يجري إحياء ذكرى المعركة في الثامن ديسمبر من كل عام في جزر فوكلاند باعتبارها عطلة رسمية.
بقيادته الأسطول الألماني المؤلف من طرادين مدرعين، طراد إس إم إس شارنهورست وطراد غنايزناو، والطرادات الخفيفة إس إم إس نورنبيرغ، ودريسدن، وليبزيغ، وسفن نقل الفحم إس إم إس بادين، وإس إم إس إيزابيل، وإس إم إس زيدليتس، حاول الأميرال غارف ماكسميليان فون شبيه الإغارة على قاعدة الإمداد البريطانية في ستانلي في جزر فوكلاند. كان الأسطول البريطاني قد وصل قبل يوم واحد فقط، مؤلفًا من الطرادات الحربية إيتش إم إس إنفينسيبل وإنفليكسبل، والطرادات المدرعة إيتش إم إس كارنارفون، وكورنوول، وكينت، والطراد التجاري المسلح إيتش إم إس ماسدونيا، والطرادات الخفيفة إيتش إم إس بريستول وغلاسكو.
كانت الرؤية واضحة إلى أقصى حد ممكن، إذ كان البحر هادئًا مع هبوب نسيم خفيف، في يوم ساطع الشمس. بحلول الساعة التاسعة من ذلك اليوم، كانت الطرادات العسكرية والسفن البريطانية في ملاحقة مجمومة للمراكب الألمانية. أُغرق الأسطول الألماني بكامله، باستثناء سفينة زيدليتس.

## خلفية الأحداث

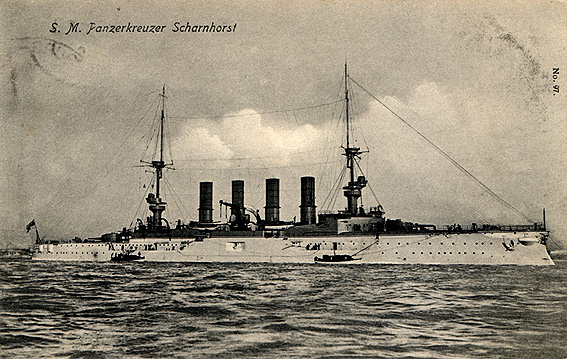
بطاقات بريدية لسفن ألمانيا، شارنهورست (سفينة، 1906)

ثُبّت على كل طراد بريطاني ثمانية مدافع بسماكة 12 إنشًا (305 ملم)، في حين أن أفضل سفن أسطول شبيه تسليحًا (شارنهورست وغنايزناو) كانت مجهزة بثمانية مدافع بسماكة 8.3 إنشات (210 ملم). إضافة إلى ذلك، كان بمقدور الطرادات الحربية البريطانية السير بسرعة 25.5 عقدة (أي 47.2 كلم/ساعة؛ 29.3 ميل/ساعة) مقابل سفن أسطول شبيه الأبطأ، بسرعة قصوى تبلغ 22.5 عقدة (أي، 41.7 كلم/ساعة؛ 25.9 ميل/ساعة). وهكذا، فقد تفوّقت الطرادات الحربية البريطانية على نظيرتها الألمانية من ناحية التسليح  ومن ناحية السرعة. رست بارجة ما قبل دريدنوت إيتش إم إس كانوبس في مرفأ ستانلي لتعمل كبطارية دفاع مؤقتة للمنطقة.

### أسطول شبيه
مع اندلاع الأعمال القتالية، كان أسطول شرق آسيا الألماني الذي يقوده شبيه أدنى مستوىً وأقل تسليحًا من البحرية الملكية البريطانية والبحرية الإمبراطورية اليابانية. تيقّن شبيه والقيادة العليا أن مستعمرات ألمانيا في آسيا أضحت خارج نطاق الحماية وشكّوا بإمكانية نجاة الأسطول الألماني في حال دخل معركة في مسرح الحرب ذلك. رغب شبيه بإعادة سفنه إلى الوطن وبدأ بتحريكها نحو الجنوب الشرقي عبر البحر الهادي، رغم عدم تفاؤله بمصيرها.
انتصر أسطول شبيه في معركة كورونل مقابل ساحل كورونل تشيلي، في 1 نوفمبر 1914، حيث أغرقت سفنه طرادات إيتش إم إس غود هوب (سفينة الأميرال كرادوك) ومونموث. بعد المعركة، في 3 نوفمبر، دخلت طرادات شارنهورست، وغنايزناو، ونورنبيرغ ميناء فالباريسو واستقبلهم السكان الألمان استقبال الأبطال. رفض فون شبيه الاشتراك في الاحتفاليات؛ وعندما قُدم إليه باقة ورد، رفض استلامها قائلًا: «ستبدو هذه الورود جميلة على قبري». وفقًا للمعمول به في القانون الدولي فيما يخص السفن المعادية حينما تدخل بلدانًا محايدة، يجب مغادرتها خلال 24 ساعة، وهكذا انطلق أسطول شبيه إلى جزيرة ماس أفويرا (أليخاندرو سيلكيرك حاليًا)، الواقعة على بُعد 400 ميل (350 ميلًا بحريًا، 640 كلم) من الساحل التشيلي.
هناك تلقّى الألمان خبر خسارة طراد إس إم إس إمدين، الذي انفصل عن الأسطول الألماني وتابع الإغارة في المحيط الهندي. كما تلقوا أخبار سقوط مستعمرة تشينغداو الألمانية في الصين، والتي كانت مينائهم الرئيسي. في 15 نوفمبر، تحرك الأسطول الألماني نحو باهيا سان كوينتين على ساحل تشيلي، حيث عقد حفل تكريم لمنح 300 صليب حديدي من الدرجة الثانية، لأفراد طاقم السفن، وكُرّم الأميرال شبيه بصليب حديدي من الدرجة الأولى.
ناقش قادة شبيه العودة إلى ألمانيا. كان الأسطول قد استنفد نصف مخزونه من الذخائر في معركة كورونل؛ ولم يتمكّن من إعادة الإمداد، بل كان من الصعب أيضًا الحصول على الفحم. ذكرت التقارير الاستخباراتية أن السفن البريطانية إيتش إم إس ديفينس، وكورنوال، وكارنارفون راسية في نهر ريو دي لا بلاتا، وأنه لا وجود لبوارج حربية بريطانية في ستانلي وفقًا لمشاهدة باخرة مرّت منها قبل فترة وجيزة. تملّك شبيه القلق من تقارير عن بارجة كانوبس البريطانية، ولكن موقعها ظل مجهولًا. في 26 نوفمبر، شدّ الأسطول الرحال باتجاه كايب هورن، الذي وصله في 1 ديسمبر، ورسى الأسطول في جزيرة بيكتون، حيث بقي لثلاثة أيام للصيد ولنقل الفحم من سفينة الفحم درومور البريطانية التي استولى عليها. في 6 ديسمبر، أغرق الألمان السفينة ونقلوا طاقمها البريطاني إلى سفينة زيدليتس المساعدة. في نفس اليوم اقترح شبيه الإغارة على جزر فوكلاند قبل الانطلاق نحو ألمانيا. لم تكن الغارة ضرورية فقد تَوفّرت للأسطول الألماني حينها حاجتهم من الفحم ولم يكن واردًا حمل المزيد. عارض العديد من قادة أسطول شبيه عملية الغزو، ومع ذلك أصدر شبيه قراره بتنفيذها.

### الاستعدادات البريطانية
في 30 أكتوبر، أُعيد تنصيب أميرال الأسطول المتقاعد السير جون فيشر رئيس أركان البحرية بدلًا عن الأميرال لويس أمير باتنبرغ الذي أُجبر على الاستقالة بسبب السخط العام ضد فكرة قيادة أمير ألماني للبحرية البريطانية، رغم أن لويس كان بريطانيًا والتحق بالبحرية الملكية منذ كان في الرابعة عشرة من عمره. في 3 نوفمبر، تنامى إلى علم فيشر أن أسطول شبيه قد شوهد قريبًا من فالباريسو، فسارع بإصدار أمر للطراد ديفينس، الذي أُرسل لمراقبة الساحل الشرقي لجنوب أمريكا، بالالتحاق بالأميرال كرادكوك لتعزيز أسطوله. في 4 نوفمبر وصلت أخبار هزيمة البحرية البريطانية في كورونل. جاءت الهزيمة كصفعة مدوية للبحرية البريطانية، وشكّلت صدمة للرأي العام البريطاني. نتيجة لذلك، صدر الأمر للطرادات الحربية إنفينسيبل وإنفليكسبل بالانفصال عن الأسطول الكبير والإبحار نحو بليموث للصيانة والاستعداد للخدمة الخارجية. كان رئيس الأركان في الأميرالية نائب الأميرال دوفيتون ستاردي. كان الأميرال فيشر على خلاف قديم مع ستاردي، الذي كان من أوائل المنادين بإنهاء خدمات لفيشر كرئيس أركان البحرية بشكل مبكر في العام 1911. وهكذا استغل فيشر الفرصة، وعين ستاردي قائدًا عامًا لقوات جنوب المحيط الأطلسي والهادي، ولقيادة الأسطول الجديد من طراد إنفينسبل.
في 11 نوفبمر غادرت طرادات إنفينسبل وإنلفيكسبل ديفونبورت، رغم عدم اكتمال عمليات صيانة طراد إنفينسبل الذي أبحر بوجود عمال الصيانة على ظهره. رغم إلحاح ظرف الحرب، وقدرة السفن على الإنطلاق بسرعة قصوى تبلغ 25 عقدة (46 كلم/ساعة؛ 29 ميل/ساعة)، فقد اضطرت السفن للإبحار بسرعة 10 عُقد (19 كلم/ساعة؛ 12 ميل/ساعة) للحفاظ على مخزون الفحم ولمساعدتها على إتمام رحلتها الطويلة جنوبًا عبر الأطلسي. إضافة إلى ما تقدّم، فقد كانت السفنيتان محملتان بالإمدادات. برغم الأهمية القصوى للسرية المفترضة لهكذا مهمات عسكرية لكي تحافظ على عنصر المفاجأة لأسطول شبيه، فقد سمع الملازم هيرست أحد أفراد طراد غلاسكو بعض السكان المحليين يناقشون الوصول المرتقب للسفن البريطانية إلى ساحل الرأس الأخضر في 17 نوفمبر؛ على أي حال، لم تصل الأخبار إلى شبيه. وصل ستاردي إلى جزر أبرولهوس في 26 نوفمبر، حيث كان العميد البحري ستودارت بانتظاره مع بقايا الأسطول البريطاني هناك.